# パッサン・ラモ
パッサン・ラモ（Passang Lhamo、チベット語:པ་བཟང་ལྷ་མོ 、1976年 - ）は、チベットの修道女、活動家、歌手である。

## 略歴
チベット仏教徒のパッサン・ラモは、14歳で修道女に叙階された。チベット亡命政府によると、1994年5月25日、彼女は他の4人の修道女とともに聖地ラサに行き、スローガンを叫んで中華人民共和国のチベット支配に抗議した。彼女たちは中国警察によって投獄され、悪名高いドラプチ監獄に投獄させられた。1994年11月、他の13人の修道女とともに、「国家の安全を危険にさらした」という罪で5年の懲役刑に服することになった。CTAは、1996年4月、100人近くの女性政治囚からなるドラプチ監獄の3号室の受刑者全員が、ドラプチ監獄で受けているとみられる過酷な扱いに抗議してハンガー・ストライキを行ったと主張している。1週間にわたるストライキにより、受刑者が結果として死亡した場合、監獄の評判がさらに損なわれる可能性があるという懸念が刑務官に生じ、彼らは残虐行為に終止符を打つことを認めた。
パッサン・ラモはドラプチで5年を過ごした後、1999年5月24日にようやく釈放された。彼女は一時的にペンポに戻ったが、インドのダラムサラに亡命し、現在は修道院とダライ・ラマ14世の居宅の近くにあるガンデン・チョーリン尼僧院で修道女として働いている。それ以降、彼女はアメリカ合衆国やカナダのさまざまな伝統的な祭で数多くの歌を歌うなど、チベット独立の大義に向けて活動を活発に行っている。